# مهرة بنت محمد بن راشد ال مكتوم
مهرة بنت محمد بن راشد آل مكتوم (26 أبريل 1994)، ابنة الشيخ محمد بن راشد آل مكتوم نائب رئيس دولة الإمارات العربية المتحدة رئيس مجلس الوزراء وحاكم دبي، ووالدتها هي زيو غريغروياكوس من اليونان. تحمل شهادة في العلاقات الدولية من إحدى جامعات المملكة المتحدة.

## حياتها الخاصة
في يونيو 2023 تزوجت الشيخة مهرة بالشيخ مانع بن محمد بن راشد بن مانع آل مكتوم حيث أُقيم حفل الزفاف في قاعة سعيد في مركز دبي التجاري العالمي ولقي اهتماماً إعلامياً واسعاً. رزق الزوجان بابنة في مايو 2024. وفي يوليو 2024، أعلنت الشيخة مهرة طلاقها عبر إنستغرام

## المهنة
في سبتمبر 2024، أعلنت الشيخة مهرة عن إطلاق علامتها التجارية الخاصة بالعطور تحت اسم "مهرة M1". وحملت أولى إصدارات هذه العلامة اسم "الطلاق"، مستوحًى من تجربتها الشخصية مع الانفصال.

### الأعمال الخيرية
قامت الشيخة مهرة بدور سفيرة رئيسية عن الأسرة الحاكمة خلال زيارتها لهيئة تنمية المجتمع التابعة لحكومة دبي في عام 2021. وفي أكتوبر ونوفمبر 2023، زارت مركز راشد لأصحاب الهمم وقدّمت تبرعات من الألعاب للأطفال.